# Cisleithanië

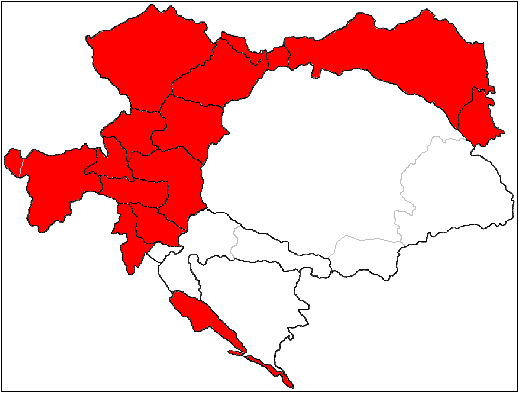
Cisleithanië als landsdeel binnen Oostenrijk-Hongarije

Cisleithanië was sinds de Ausgleich van 1867 de informele naam van het Oostenrijkse deel van Oostenrijk-Hongarije. Officieel werd Cisleithanië tot 1915 aangeduid als de in de Rijksraad vertegenwoordigde koninkrijken en landen (Duits: die im Reichsrat vertretenen Königreiche und Länder). Dit landsdeel had een oppervlakte van 300.002 km² en 28.571.934 inwoners. Het werd van Transleithanië gescheiden door de rivier de Leitha. De naam Cisleithanië (= aan deze zijde van de Leitha) verraadt een Weens gezichtspunt.
Aan het einde van de Eerste Wereldoorlog (1918) viel Oostenrijk-Hongarije uiteen en daarmee ook Cisleithanië. Vandaag de dag liggen er drie onafhankelijke staten in dit gebied:
- Oostenrijk (met uitzondering van Burgenland)
- Slovenië (met uitzondering van Prekmurje)
- Tsjechië

Delen van het voormalige Cisleithanië liggen bovendien in de volgende landen:
- Italië: Zuid-Tirol, Trentino, Val Canale en Triëst;
- Kroatië: Dalmatië en Istrië
- Oekraïne: Galicië (gedeeltelijk) en de Boekovina (noordelijk deel);
- Polen: Galicië (gedeeltelijk) en Silezië (gedeeltelijk)
- Roemenië: de Boekovina (zuidelijk deel)

1867–1918

In de Rijksraad vertegenwoordigde koninkrijken en landen (Cisleithanië):
hertogdom Boekovina · koninkrijk Bohemen · koninkrijk Dalmatië · koninkrijk Galicië en Lodomerië · hertogdom Karinthië · hertogdom Krain · Küstenland (vorstelijk graafschap Görz en Gradisca, markgraafschap Istrië, vrije rijksstad Triëst) · markgraafschap Moravië · Neder-Oostenrijk · Opper-Oostenrijk · hertogdom Salzburg · Tsjechisch-Silezië · hertogdom Stiermarken · vorstelijk graafschap Tirol en land Vorarlberg

De landen van de Heilige Hongaarse Stefanskroon (Transleithanië):
Fiume met gebied · koninkrijk Hongarije · koninkrijk Kroatië en Slavonië . Militaire Grens (1867-1882)

Gemeenschappelijk bestuurd: condominium Bosnië en Herzegovina (1878-1918) . Novi Pazar met gebied (1878-1908) . Karpatische passengebied (1918) . bezette zone Tianjin (1901-1917)
Voor of in 1867 opgeheven

koninkrijk Illyrië (tot 1850) · vojvodschap Servië en Temesbanaat (tot 1860) · Koninkrijk Lombardije-Venetië (tot 1866) · grootvorstendom Zevenburgen (tot 1867)